# Vernicia montana
Espèce
Vernicia montana est une espèce de plantes à fleurs du genre Vernicia et de la famille des Euphorbiaceae, originaire de l'Asie du Sud-est (Birmanie, Sud de la Chine, Thaïlande).
C'est un arbre de taille moyenne à feuilles caduques atteignant une hauteur de 9 à 14 m. Les feuilles sont grandes, trilobées. Les fleurs blanches monoïques sont groupées en grappes contenant à la fois fleurs mâles et femelles. Le fruit, qui fait 5 à 7 cm de diamètre, est une drupe globuleuse à la peau ridée qui passe du vert au jaune à maturité. Chaque fruit contient 3 graines, riches en huile.

## Culture et utilisation
Vernicia montana est principalement cultivé pour ses graines à partir desquelles on extrait une huile très prisée pour la finition et le vernissage du bois, l'huile d'abrasin ou huile de tung, semblable à celle de Vernicia fordii. L'huile d'abrasin est également utilisé comme insecticide et comme purgatif.

Préférant les sols sablonneux bien drainés, les arbres sont cultivés dans des plantations à flanc de colline dans le nord du Vietnam. Dans la nature, V. montana peut être trouvé à la lisière des forêts primaires.
Son bois est exploité.

## Synonymes
- Aleurites montanus (Lour.) E.H.Wilson
- Aleurites vernicius (Corrêa) Hassk.

## Galerie

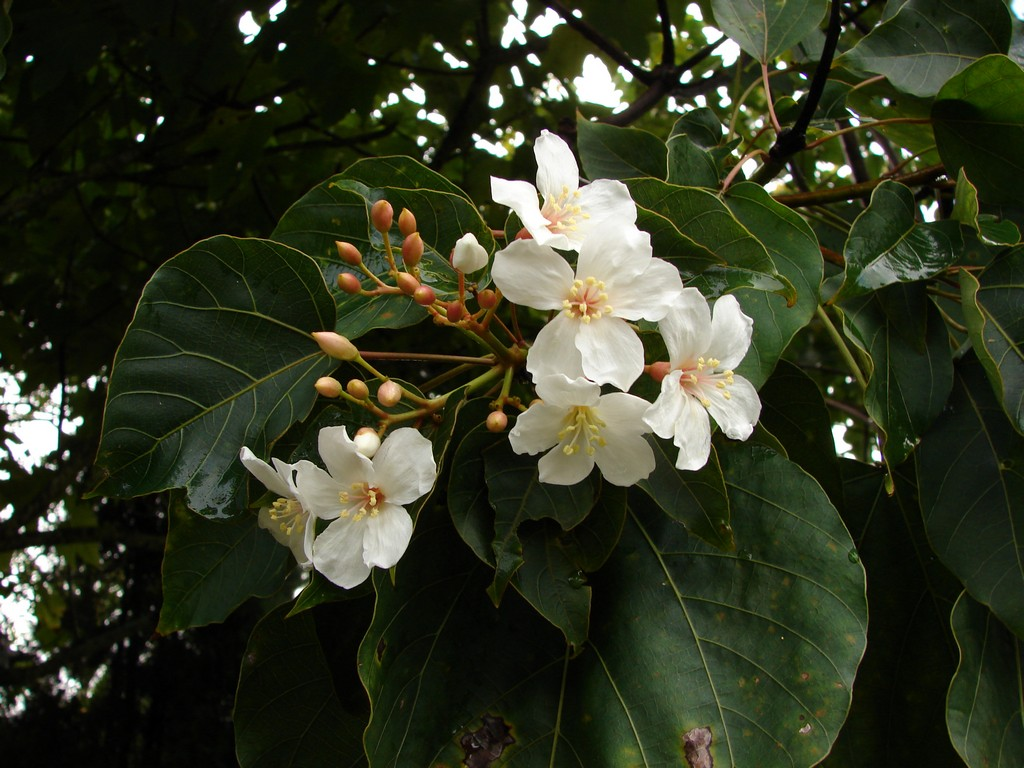
Fleurs.
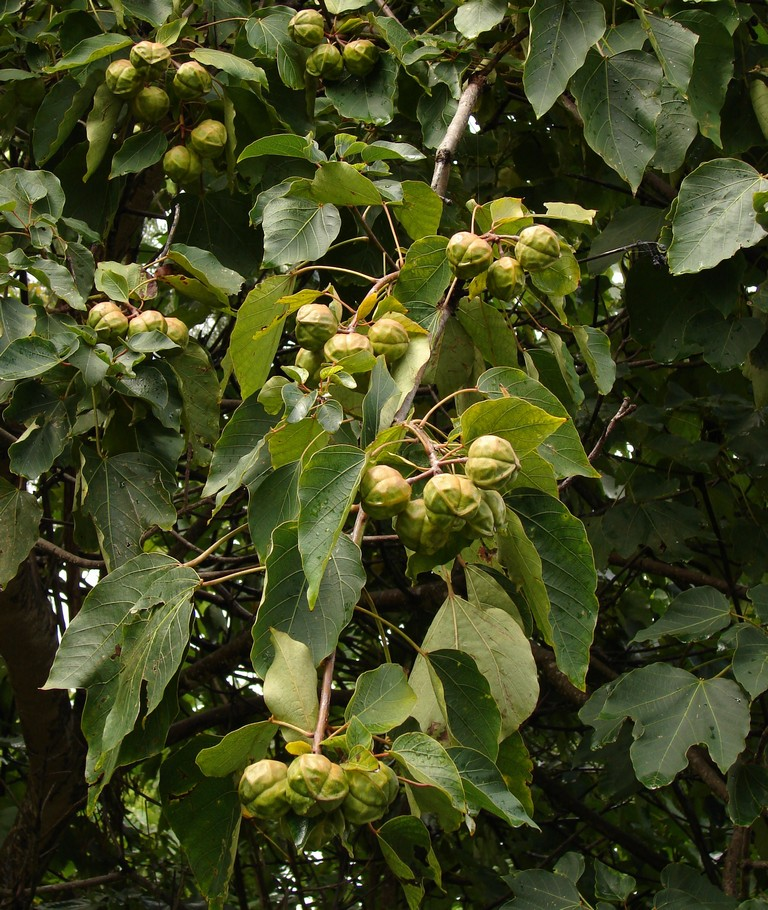
Fruits et feuille trilobée.
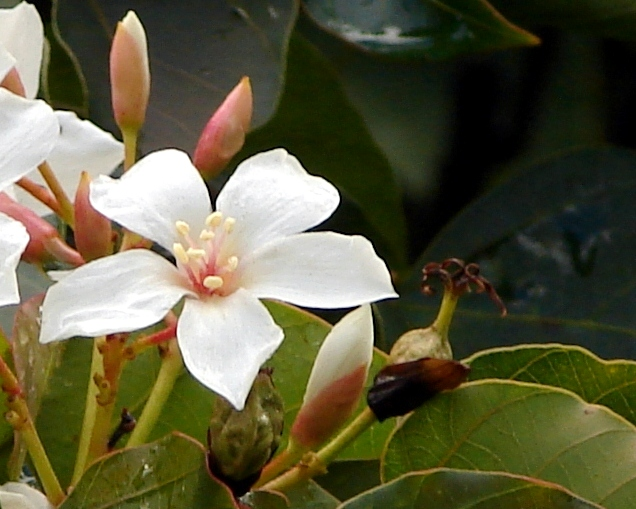
Le pistil fané (à droite).
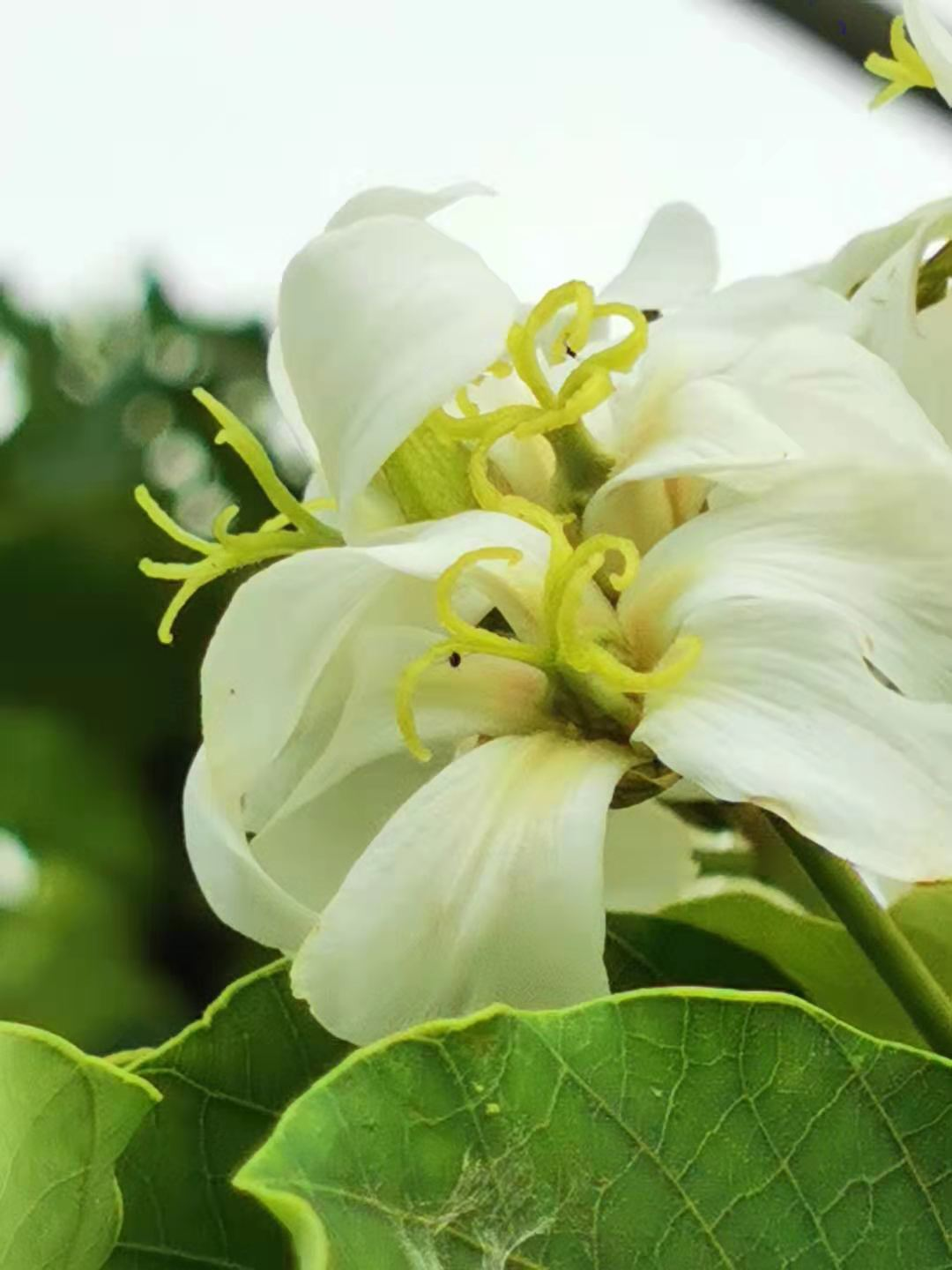
Fleurs femelles.
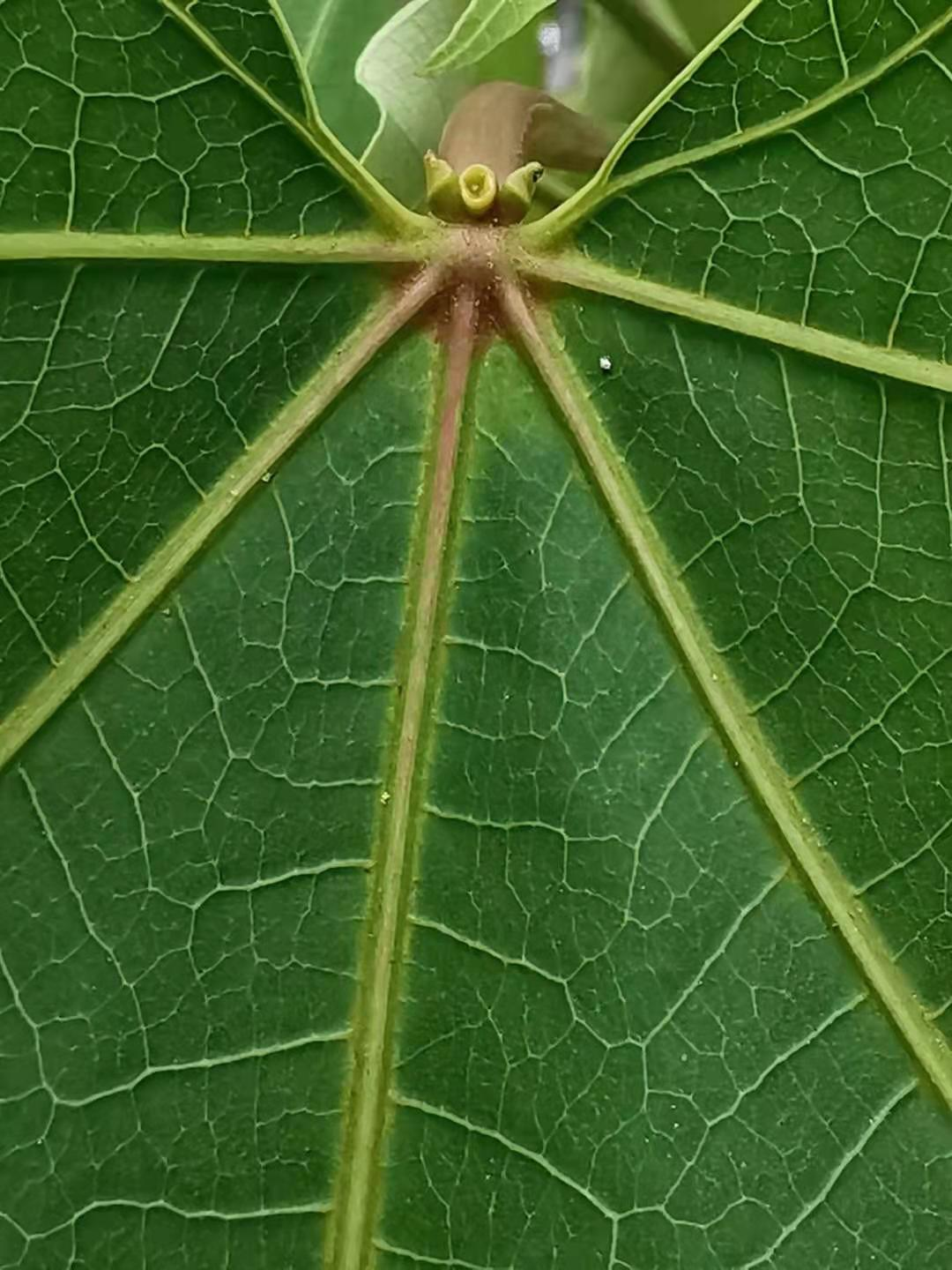
Glandes et veines.